# Kempnerreeks
Een Kempnerreeks of reeks van Kempner ontstaat door in de harmonische reeks alle termen waarvan de noemer een bepaald cijfer bevat, te schrappen. Door bijvoorbeeld alle termen met in de noemer het cijfer 9, te schrappen, ontstaat de Kempnerreeks:
{\displaystyle K(9)=1+{\tfrac {1}{2}}+{\tfrac {1}{3}}+{\tfrac {1}{4}}+{\tfrac {1}{5}}+{\tfrac {1}{6}}+{\tfrac {1}{7}}+{\tfrac {1}{8}}+{\tfrac {1}{10}}+\ldots +{\tfrac {1}{18}}+{\tfrac {1}{20}}+\ldots +{\tfrac {1}{28}}+{\tfrac {1}{30}}+\ldots +{\tfrac {1}{88}}+{\tfrac {1}{100}}+\ldots }
Van de eerste honderd termen van de harmonische reeks werden dus verwijderd:
{\displaystyle {\tfrac {1}{9}},{\tfrac {1}{19}},{\tfrac {1}{29}},{\tfrac {1}{39}},{\tfrac {1}{49}},{\tfrac {1}{59}},{\tfrac {1}{69}},{\tfrac {1}{79}},{\tfrac {1}{89}},{\tfrac {1}{90}},{\tfrac {1}{91}}}  tot  en  met {\displaystyle {\tfrac {1}{99}}}.
Deze reeks werd voor het eerst bestudeerd door A. J. Kempner in 1914.
De reeks is merkwaardig omdat ze, tegen de intuïtie ingaand, convergent is. Kempner bewees dat de som kleiner is dan 80, en Baillie toonde aan de som, wat de eerste 20 decimalen betreft, gelijk is aan 22,92067 66192 64150 34816.
Schmelzer en Baillie vonden een efficiënt algoritme voor het meer algemene probleem, waarbij alle termen uit de harmonische reeks worden verwijderd die een bepaalde eindige string van cijfers bevatten. Bijvoorbeeld, indien alle noemers waarin de string "42" voorkomt worden verwijderd is de som afgerond 228,44630 41592 30813 25415. Indien de string "314159" wordt verwijderd is de som afgerond 2302582,33386 37826 07892 02376.

## Convergentie
Het convergentiebewijs dat Kempner gaf is eenvoudig. Men groepeert steeds het aantal termen met een bepaald aantal cijfers in de noemer, waarin geen 9 voorkomt.
- Er zijn 8 termen met noemers die uit 1 cijfer bestaan, verschillend van 9. Deze termen zijn alle kleiner dan 1, zodat hun som kleiner dan 8 is.
- Er zijn 72 = 8 × 9 termen met noemers van 2 cijfers, zonder een 9. Deze zijn alle kleiner dan 0,1. De som van deze groep termen is dus kleiner dan 8 × 9/10.
- Er zijn 8 × 9 × 9 = 648 termen met noemers van 3 cijfers zonder een 9. Deze zijn alle kleiner van 0,01. De som van deze groep is dus kleiner dan 8 × 9 × 9/100
- In het algemeen geldt dat de som van de termen met {\displaystyle n} cijfers in de noemer, verschillend van 9, kleiner is dan {\displaystyle 8\cdot 0{,}9^{n-1}}.

De som van de reeks is dus kleiner dan
{\displaystyle 8\sum _{n=0}^{\infty }\left({\frac {9}{10}}\right)^{n}=80}
Dit is immers een meetkundige reeks met reden kleiner dan 1, en bijgevolg is deze reeks convergent.

## Intuïtieve verklaring
Dat de Kempnerreeks K(9) convergeert kan als volgt worden verklaard: convergentie of divergentie van een reeks wordt in feite bepaald door het gedrag van de reeks in oneindig. Bij de Kempnerreeks wordt de verkeerde indruk gewekt dat er slechts weinig termen worden verwijderd. Dat is inderdaad het geval aan het begin van de reeks. Echter, naarmate de index n stijgt, stijgt ook de fractie van termen die verwijderd worden. Wanneer men de groep termen beschouwt waarvan de noemer eenzelfde aantal cijfers bevat, ziet men dat de fractie termen met minstens één cijfer 9 in de noemer drastisch stijgt naarmate de noemers groter worden. Indien men nameijk alle termen neemt met n cijfers in de noemer, is de fracte van die termen waarbij geen 9 voorkomt, gelijk aan:
{\displaystyle P(n)={\frac {8\cdot 9^{n-1}}{9\cdot 10^{n-1}}}}
- Voor n = 1 wordt dit P(n) = 8/9 = 0.888889,
- voor n = 10 is dit nog 0.344374...,
- voor n = 100 is dit verminderd tot 0.000026...,
- voor n = 1000 bedraagt de fractie termen die geen 9 bevatten slechts {\displaystyle 1.7210^{-46}}.
- voor n = 10000 bedraagt de fractie termen die geen 9 bevatten slechts {\displaystyle 2.6310^{-458}}.

Met andere woorden, het verwijderen van de 9 uit de noemers komt neer op het verwijderen van vrijwel de complete harmonische reeks, tenzij in het begin. Omdat convergentie of divergentie wordt bepaald door het gedrag van de reeks naarmate het aantal termen naar oneindig gaat bljven er zodanig weinig termen over dat hun totale som eindig is.